# Copa de Liechtenstein de 2024-25
La Copa de Liechtenstein 2024-25 (Conocida como FL1 Aktiv Cup por ser patrocinada por la empresa de telecomunicaciones Telecom Liechtenstein) fue la edición número 80 de la única competencia de carácter nacional organizada por la Asociación de Fútbol de Liechtenstein (L. F. V.).
El torneo empezó el 14 de agosto de 2024 con la ronda preliminar y finalizó el 20 de mayo de 2025 con la final.
El equipo campeón garantizó un cupo en la Liga Conferencia de la UEFA 2025-26.

## Equipos participantes
| Challenge League 2024-25 (2) | 1. Liga 2024-25 (4) | 2. Liga Interregional 2024-25 (5) | 2. Liga 2024-25 (6)                    | 3. Liga 2024-25 (7)           | 4. Liga 2024-25 (8) | 5. Liga 2024-25 (9)                  |
| - FC Vaduz                   | - USV Eschen/Mauren | - FC Balzers                      | - FC Schaan - FC Ruggell - FC Vaduz II | - FC Triesen - FC Triesenberg | - FC Schaan II - FC Balzers II - Eschen/Mauren II - USV Eschen/Mauren III - FC Ruggell II - FC Triesen II - FC Vaduz III | - FC Triesenberg II - FC Balzers III |

## Rondas previas

### Primera ronda
El sorteo se realizó el 10 de julio de 2024 con las dos jugadoras de Liechtenstein de la selección femenina de fútbol de Liechtenstein, Katharina Risch y Bettina Huber.
Los tres terceros equipos jugaron un partido de clasificación preliminar. El USV Eschen/Mauren III pasó a los octavos de final por sorteo, lo que significa que FC Balzers III y FC Vaduz III jugaron entre sí para determinar el último equipo de la segunda ronda.
| Local              | Resultado | Visitante        | Fecha                | Estadio            |
| ------------------ | --------- | ---------------- | -------------------- | ------------------ |
| FC Balzers III (9) | 2–6       | FC Vaduz III (8) | 14 de agosto de 2024 | Sportplatz Rheinau |

### Segunda ronda
| Local                     | Resultado | Visitante             | Fecha                    | Estadio                 |
| ------------------------- | --------- | --------------------- | ------------------------ | ----------------------- |
| FC Ruggell II (8)         | 2–1       | FC Schaan (6)         | 4 de septiembre de 2024  | Freizeitpark Widau      |
| FC Vaduz III (8)          | 0–8       | FC Ruggell (6)        | 10 de septiembre de 2024 | Rheinpark Stadion       |
| FC Triesen (7)            | 0–13      | FC Vaduz (2)          | 17 de septiembre de 2024 | Sportanlage Blumenau    |
| USV Eschen/Mauren II (8)  | 3–0       | FC Schaan II (8)      | 17 de septiembre de 2024 | Sportpark Eschen-Mauren |
| FC Balzers II (8)         | 0–5       | FC Vaduz II (6)       | 17 de septiembre de 2024 | Sportplatz Rheinau      |
| FC Triesenberg II (9)     | 3–2       | FC Triesen II (8)     | 17 de septiembre de 2024 | Sportanlage Leitawies   |
| FC Triesenberg (7)        | 0–4       | USV Eschen/Mauren (4) | 18 de septiembre de 2024 | Sportanlage Leitawies   |
| USV Eschen/Mauren III (8) | 1–6       | FC Balzers (5)        | 18 de septiembre de 2024 | Sportpark Eschen-Mauren |

## Etapas finales

### Cuartos de final
El sorteo se llevó a cabo el 19 de septiembre de 2024 y lo realizó el exjugador de la selección nacional de fútbol de Liechtenstein Daniel Hasler.
Los cuartos de final estuvieron compuestos por los 8 ganadores de la ronda anterior.
| Local                 | Resultado  | Visitante                | Fecha                 | Estadio               |
| --------------------- | ---------- | ------------------------ | --------------------- | --------------------- |
| FC Triesenberg II (9) | 0–10       | FC Vaduz (2)             | 16 de octubre de 2024 | Sportanlage Leitawies |
| FC Ruggell II (8)     | 3–1        | USV Eschen/Mauren II (8) | 29 de octubre de 2024 | Freizeitpark Widau    |
| FC Vaduz II (6)       | 1-3 (pró.) | USV Eschen/Mauren (4)    | 30 de octubre de 2024 | Rheinpark Stadion     |
| FC Ruggell (6)        | 1–2 (pró.) | FC Balzers (5)           | 30 de octubre de 2024 | Freizeitpark Widau    |

### Semifinales
| Local                 | Resultado | Visitante      | Fecha               | Estadio                 |
| --------------------- | --------- | -------------- | ------------------- | ----------------------- |
| FC Ruggell II (8)     | 0–15      | FC Balzers (5) | 8 de abril de 2025  | Freizeitpark Widau      |
| USV Eschen/Mauren (4) | 3–7       | FC Vaduz (2)   | 23 de abril de 2025 | Sportpark Eschen-Mauren |

### Final
| 20 de mayo de 2025 | FC Balzers                          | 2:3 (1:0) | FC Vaduz                                           | Rheinpark Stadion, Vaduz                                 |                                                          |
| 19:00              | Medin Murati 15' · Matti Forrer 49' | Reporte   | Fabrizio Cavegn 65', 79' (pen.) · Javi Navarro 75' | Asistencia: 1.185 espectadores Árbitro(s): Hüseyin Sanli | Asistencia: 1.185 espectadores Árbitro(s): Hüseyin Sanli |